# 群馬県道54号長野原倉渕線
群馬県道54号長野原倉渕線（ぐんまけんどう54ごう ながのはらくらぶちせん）は、群馬県吾妻郡長野原町から高崎市を結ぶ県道（主要地方道）である。

## 概要
群馬県吾妻郡長野原町大字北軽井沢から高崎市倉渕町権田を結ぶ。途中、長野原町と高崎市の境である、二度上峠を超える。通過している地域が倉渕ダムによる水没地域となったことから、4.19kmの付替県道工事が行われた。しかし、建設が行われた後、倉渕ダムの建設が中止されたため、現在は付替道路が現県道となり旧道は県道指定から外れている。

### 路線データ
- 起点：群馬県吾妻郡長野原町大字北軽井沢（国道146号・群馬県道235号大笹北軽井沢線交点：北軽井沢交差点）[2]。
- 終点：群馬県高崎市倉渕町権田字谷戸312番の5地先（国道406号交点：権田交差点）[2]

## 歴史
- 1959年（昭和34年）9月18日：群馬県より現・道路法に基づき、前身路線にあたる県道倉渕北軽井沢停車場線（群馬郡倉渕村大字権田 - 吾妻郡長野原町 北軽井沢停車場、整理番号152）として路線認定される[3]。
  - 同時に、前々身路線にあたる県道北軽井沢室田線（吾妻郡長野原町 - 群馬郡榛名町、整理番号76）が路線廃止される[4]。
- 1966年（昭和41年）2月8日：群馬県より、長野原倉渕線（吾妻郡長野原町 - 群馬郡倉渕村、整理番号34）が県道路線認定される[5]。 
  - 路線認定当時の路線延長は31.436 kmで、そのうち未改良区間は2.503 kmとしていた[2]。
  - 同時に、前身にあたる倉渕北軽井沢停車場線（群馬郡倉渕村大字権田 - 吾妻郡長野原町北軽井沢停車場、整理番号5）を廃止[6]。
- 1993年（平成5年）5月11日：建設省から、県道長野原倉淵線が長野原倉淵線として主要地方道に指定される[7]。
- 2004年（平成14年）11月：倉渕ダムの計画による、付替県道供用開始[8]。

## 路線状況

### 重複区間
- 群馬県道56号北軽井沢松井田線（長野原町北軽井沢 - 高崎市倉渕町川浦）

## 地理

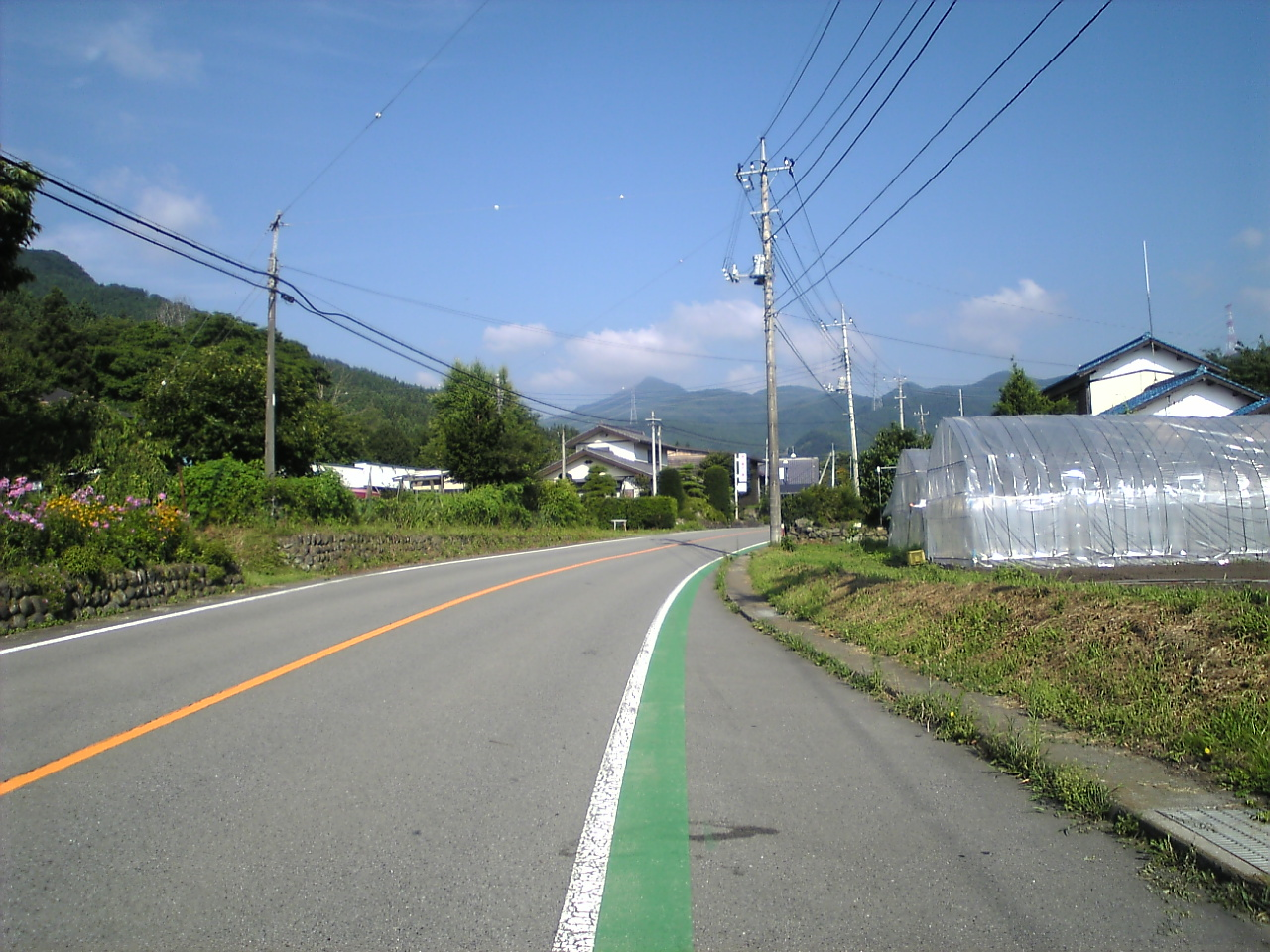
群馬県高崎市倉渕町（2010年8月）

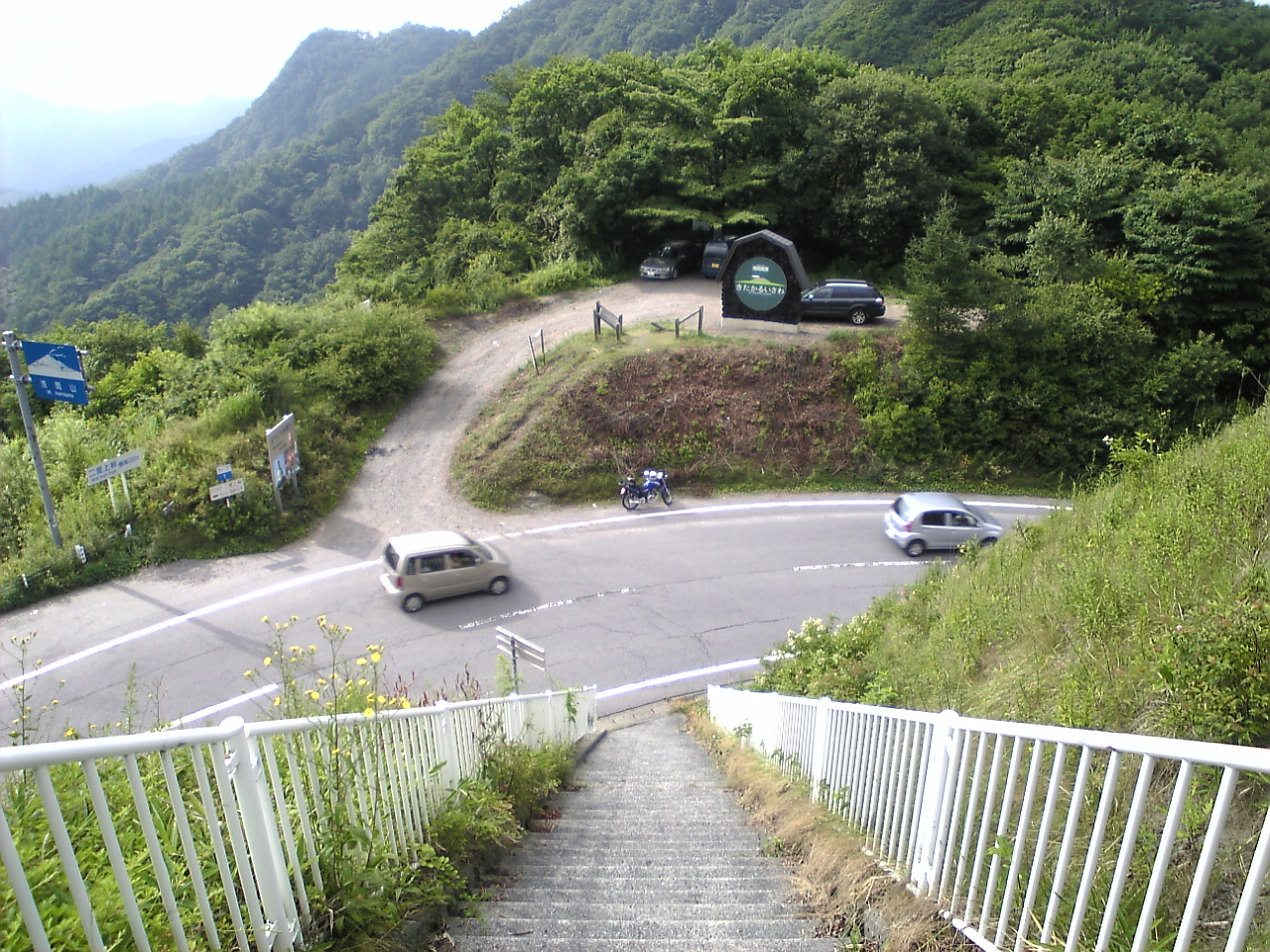
二度上峠の切り通し（2010年8月）

### 通過する自治体
- 吾妻郡長野原町
- 高崎市

### 交差する道路
- 国道146号・群馬県道235号大笹北軽井沢線（起点）
- （群馬県道56号北軽井沢松井田線（高崎市倉渕町川浦[9]）
- 国道406号（終点）